# Cyaneolytta episcopalis
Cyaneolytta episcopalis là một loài bọ cánh cứng trong họ Meloidae. Loài này được Harold miêu tả khoa học năm 1878.